# Webasto

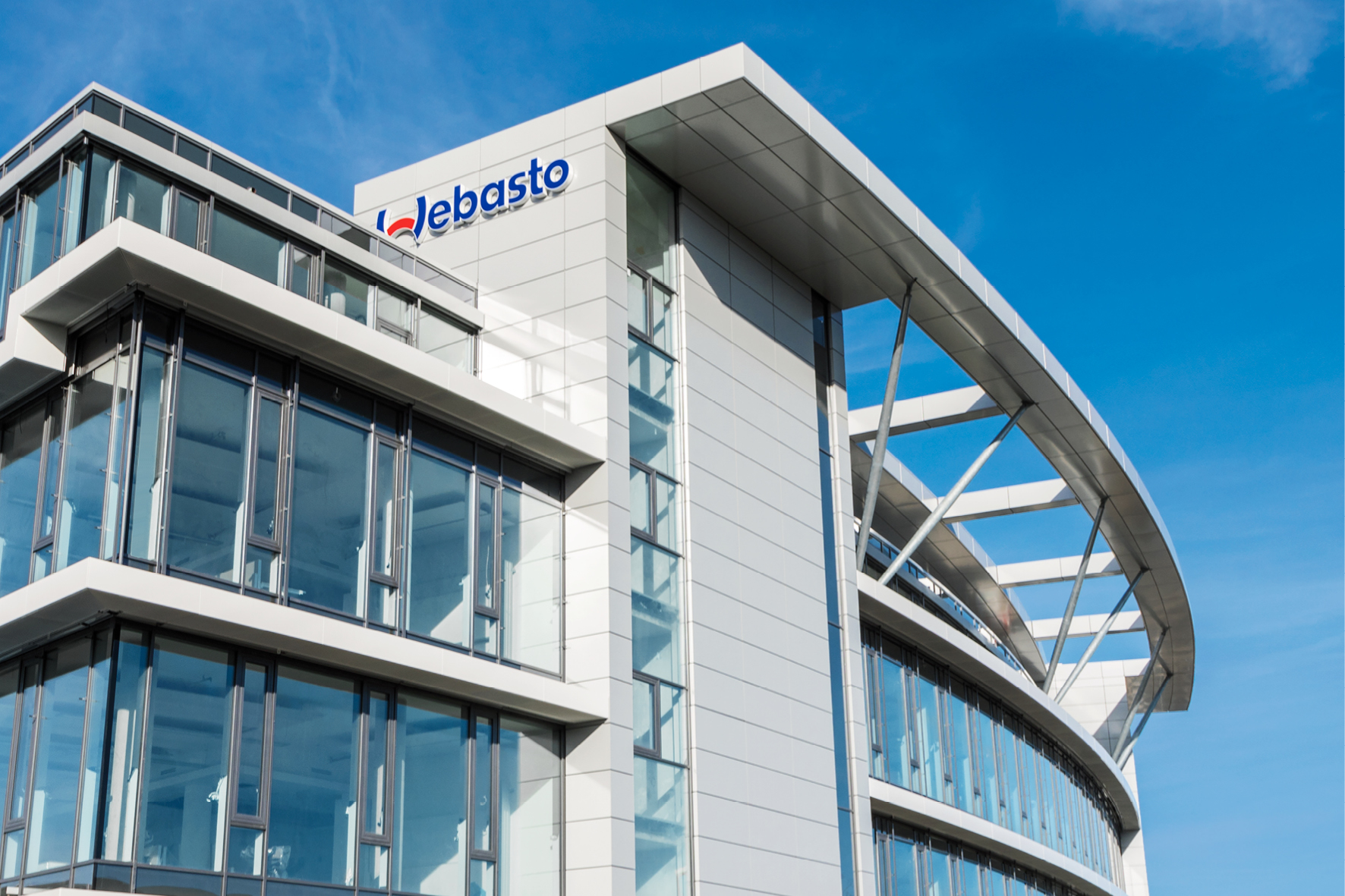
Webasto-Zentrale, Stockdorf

Die Webasto Gruppe mit Sitz in Stockdorf/Landkreis Starnberg ist ein Automobilzulieferer und zählt mit Autodächern, Heiz- und Kühllösungen und Batteriesystemen zu den 100 größten Unternehmen dieser Art weltweit. Zum Kundenkreis des Unternehmens zählen Hersteller von Personenkraftwagen, kleinen bis schweren Nutzfahrzeugen und Booten sowie Handelsbetriebe und Endkunden.
Webasto ist ein Akronym aus Wilhelm Baier Stockdorf.

## Geschichte

### Anfänge
Das Unternehmen wurde 1901 durch Wilhelm Baier (1853–1917) in Esslingen im Königreich Württemberg als „Eßlinger Draht- und Eisenwarenfabrik Wilhelm Baier, Eßlingen/Neckar“ gegründet. 1908 wurde der Unternehmenssitz nach Stockdorf verlegt und die Firma in Webasto geändert. Zunächst wurden Fahrradteile, Drahtgegenstände und Sämaschinen hergestellt. Die Maschinen wurden von der Wasserkraft der Würm angetrieben. In den 20er Jahren konzentrierte sich Webasto auf die Herstellung von Fahrradteilen wie Schutzbleche, Getriebe, Gepäckträger und Lenker.
1932 wurde das erste Faltdach für Daimler-Benz entwickelt. Dieses wurde dann ab 1937 zunächst in Bussen, dann in PKWs, wie z. B. im Mercedes 170V, serienmäßig verbaut. Dazwischen wurde, im Jahr 1935, auch das nächste Produkt entwickelt. Die Heizung für Wagen mit wassergekühltem Motor, genannt Auto-Frischluftheizung wird durch einen Wärmetauscher betrieben. Während des Zweiten Weltkrieges belieferte Webasto Daimler-Benz mit Heizungen und BMW mit Blechteilen. Außerdem wurden Einzelteile für militärische Ausrüstung wie Gurtkästen oder Trommeln für Maschinengewehre produziert. In dieser Zeit mussten 137 Kriegsgefangene Zwangsarbeit bei dem Unternehmen leisten.

### Nach dem Krieg
In der Nachkriegszeit stellte das Unternehmen aus Materialbeständen der Wehrmacht Alltagsgestände aus Metall her. Bereits 1952 entwickelte das Unternehmen erste Heizungen für Busse sowie motorunabhängige Heizungen für Pkw. Ab 1956 war Webasto Stahlschiebedach-Lieferant für Mercedes-Benz. Von 1960 bis 1982 war Walter Baier Geschäftsführer des Unternehmens.
1974 erfolgte die Gründung der ersten Auslandstochter Webasto Sunroofs Inc. in den USA. Weitere Tochtergesellschaften wurden in Großbritannien, Frankreich, Italien, den USA, Japan, China und Indien gegründet. Werner Baier wird Geschäftsführer des Unternehmens. Unter seiner Führung stellt er die Weichen für eine erfolgreiche Zukunft, Reformen folgen. Unter anderem wird das Unternehmen in die Abteilungen Dach und Thermo aufgeteilt. In Südkorea wurde mit dem Automobilzulieferer Donghee ein Joint Venture gegründet. 1980 begann die Dachproduktion in Utting am Ammersee. Nach Utting folgt 1986 Schierling als das dritte Webasto-Werk in Deutschland. 1992 gründet Webasto ein neues Produktionswerk in Neubrandenburg für die Standheizungsproduktion. 1999 wird Franz Josef Kortüm Vorsitzender der Geschäftsführung von Webasto. Er übernimmt den Vorsitz von Prof. Rudi Noppen, der das Unternehmen seit 1992 als erster externer Manager leitete. Bereits 1995 übernahm Werner Baier den Vorsitz des Aufsichtsrats.

### Ab 2000
Aufgrund der Beschäftigung von Kriegsgefangenen als Zwangsarbeiter während des Zweiten Weltkriegs beteiligte sich Webasto im Jahr 2000 an der Stiftungsinitiative der deutschen Wirtschaft zur Entschädigung von NS-Zwangsarbeitern. 2008 wird der neue Firmensitz von Thermo & Comfort in Gilching offiziell eröffnet.
2009 erwarb Webasto die Cabriosparte von Edscha, 2010 erfolgte die Übernahme des Nordamerika-Geschäfts von Karmann. Damit wurde das Unternehmen Marktführer für Cabriodächer.
2012 erhielt die Gruppe eine neue Unternehmensstruktur. Die Webasto AG wurde in eine Europäische Aktiengesellschaft (Societas Europaea; SE) überführt. Gleichzeitig sind die beiden Unternehmensbereiche für Dach- und Thermosysteme rechtlich verselbständigt worden: Die Webasto Roof & Components SE verantwortet das Dach- und Cabriodachgeschäft, die Webasto Thermo & Comfort SE das Geschäft für Heiz-, Kühl- und Lüftungssysteme. Im gleichen Jahr übernahm Webasto den Geschäftsbereich Diavia Klimatisierung für Offroad- und Sonderfahrzeuge mit dem Ziel ein führender Systemlieferant für Heiz- und Kühlprodukte aus einer Hand im Off-Highway- und Sonderfahrzeugmarkt zu werden. Im Jahr 2013 wurde Holger Engelmann als Nachfolger des Vorstandsvorsitzenden Franz-Josef Kortüm berufen. Kortüm stand 13 Jahre an der Spitze des Unternehmens.
Mit der Eröffnung des Standorts in Shenyang im Juli 2014 reagierte Webasto auf die gestiegene Nachfrage nach Schiebedächern in China. 2017 wurde mit der Werkseröffnung in Baoding das Produktionsnetzwerk erneut erweitert, um die Produktionskapazität im größten Einzelmarkt für Webasto zu erhöhen.
Zum 1. Januar 2017 übernahm Webasto den Elektronikdienstleister Schaidt Innovations mit Sitz in Wörth-Schaidt. Damit erwarb das Unternehmen eine eigene Elektronikfertigung. Am 2. August 2017 übernahm Webasto die CoSyst Control Systems GmbH, ein auf Hard- und Softwareentwicklung in der Automobilbranche spezialisiertes Unternehmen.
2017 stieg Webasto mit der Entwicklung und Produktion von Ladetechnik und Akkumulatorensystemen für Elektrofahrzeuge in den Markt für Elektromobilität ein. In diesem Zusammenhang übernahm Webasto den EES-Geschäftsbereich für Ladestationen des US-Unternehmens AeroVironment. Der Standort der Webasto Gruppe mit rund 100 Mitarbeitern im kalifornischen Monrovia firmiert unter dem Namen Webasto Charging Systems Inc. Für die Versorgung von Batteriezellen schloss Webasto im Jahr 2018 mit den Unternehmen Samsung und Wanxiang jeweils individuelle Vereinbarungen. Webasto ist seit 2017 Partner der Plattform Startup Autobahn, dem deutschen Ableger des US-amerikanischen Plug and Play Tech Center.
2018 investierte die Webasto-Gruppe 271 Millionen Euro in Forschung und Entwicklung. Besonders die Bereiche Elektromobilität und Mechatronik standen im Fokus.
Im April 2019 übernahm Webasto die Anteile des südkoreanischen Joint-Venture-Partners Donghee. Mit dieser größten Akquisition in der Unternehmensgeschichte baute Webasto seine Marktposition in Asien weiter aus. Mit der offiziellen Eröffnung des Werks in Irapuato am 20. August 2020 erweitert Webasto seine Produktionskapazitäten in Mexiko und reagiert damit auf die gestiegene Nachfrage. Seit 2008 produziert Webasto dort Dachsysteme für verschiedene Automobilhersteller mit Standorten in Mexiko und Brasilien sowie Komponenten für eigene Werke in den USA.
Auf der IAA 2019 stellte Webasto das Roof Sensor Module (RSM) für autonomes Fahren vor. Ebenfalls 2019 begann Webasto mit der Produktion von Batteriepacks für Elektrofahrzeuge in Schierling. Seit Anfang 2020 wird am Standort auch das Webasto Standard-Batteriesystem für Nutzfahrzeuge gefertigt. Im Jahr 2020 errichtete das Unternehmen ein neues Werk für Dachsysteme und Batteriezentrum in Jiaxing (China).
Im Frühjahr 2022 startete Webasto im südkoreanischen Dangjin die Produktion von Batterien für vollelektrische Pkw. Zu diesem Zweck errichtete das Unternehmen innerhalb eines Jahres ein Werk südlich von Seoul. Im August 2022 hat Webasto die Glasproduktion Carlex Glass Luxembourg in Grevenmacher (Luxemburg) übernommen. Der neue Standort der Gruppe firmiert unter dem Namen Webasto Luxembourg.
2023 entstanden in Indien, in Pune und Chennai, zwei neue Standorte. Die beiden Werke beliefern internationale und lokale Erstausrüster in Indien mit Schiebedächern.
Am 7. Februar 2024 unterzeichneten die Transom Capital Group und Webasto eine Kaufvereinbarung, bei der Transom die Mehrheit am Ladelösungsbereich von Webasto übernahm, während Webasto als Minderheitsgesellschafter beteiligt blieb.

## Familienunternehmen
Das Unternehmen ist bis heute in Familienbesitz. Es gehört jeweils zur Hälfte den Familien Baier und Mey. Die Eigentümer haben festgelegt, dass es keine Ausschüttungen geben und das Kapital im Unternehmen bleiben soll.

## Standorte
Die Zentrale liegt im Gautinger Ortsteil Stockdorf im oberbayerischen Landkreis Starnberg. Weitere deutsche Standorte befinden sich unter anderem in Gilching, Utting am Ammersee, Neubrandenburg, Hengersberg, Schaidt und Schierling. Die Zentrale des Thermo-Geschäfts befindet sich in Gilching, westlich von München. Insgesamt unterhält die Webasto SE weltweit über 50 Standorte, davon ca. 40 Produktionsstandorte.

## Produkte

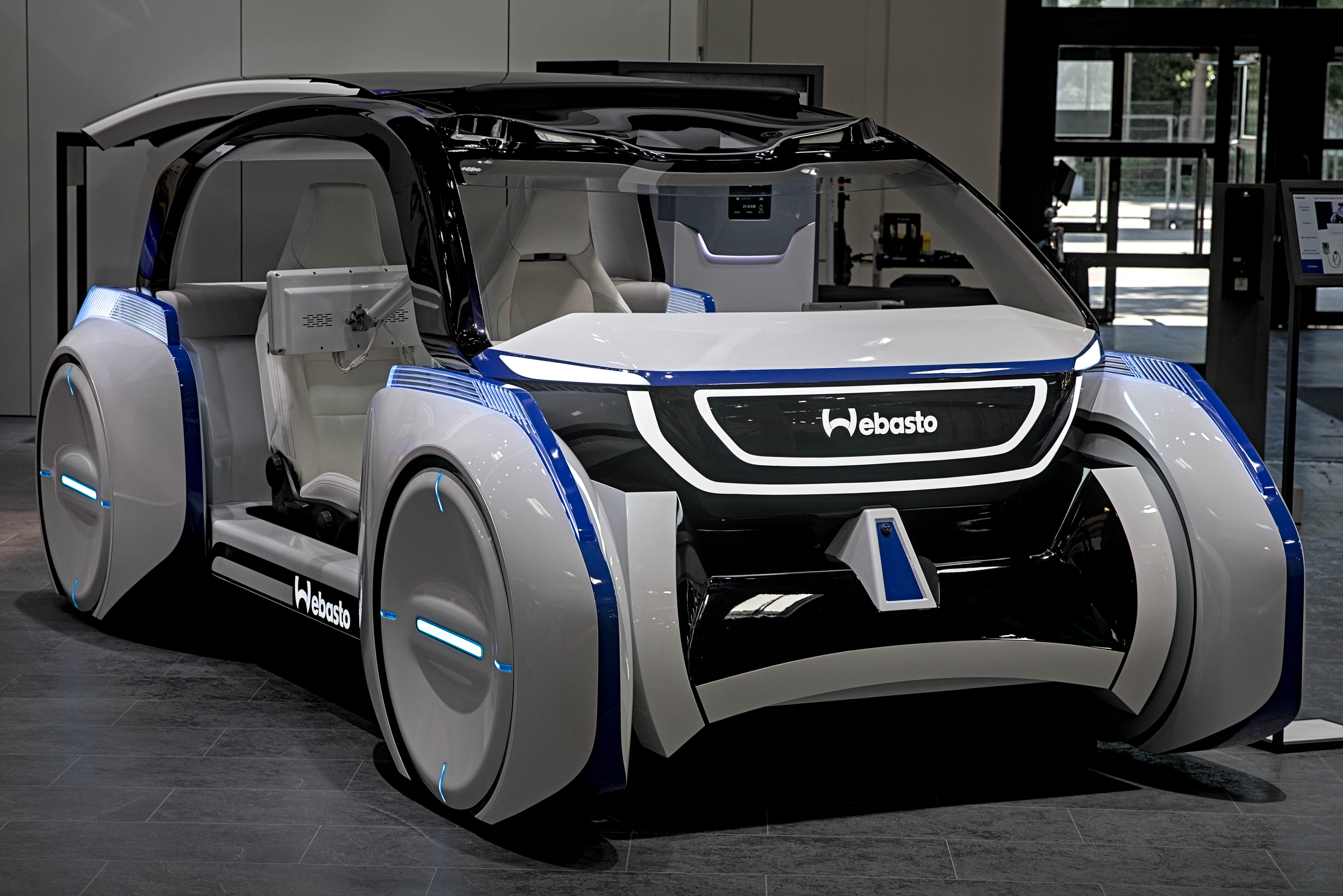
Webasto-Showcar auf der IAA 2021

Produziert werden Autodächer aus Glas und Textil angeboten sowie Systeme mit Sensorik für das autonome Fahren. Für die Elektrifizierung von Fahrzeugen stellt Webasto Batteriepacks, elektrische Heizungen und Thermomanagement-Lösungen bereit.

## COVID-19-Erkrankungsfälle ab Januar 2020
Bundesweite Aufmerksamkeit bekam das Unternehmen im Januar 2020, als im Zuge der COVID-19-Pandemie ab dem 27. Januar 2020 die ersten Infektionen mit der durch das Coronavirus SARS-CoV-2 ausgelösten Atemwegserkrankung in Deutschland bei Webasto-Mitarbeitern am Hauptsitz des Unternehmens nachgewiesen wurden. Zur Ansteckung kam es während einer Veranstaltung, auf der eine unbemerkt mit COVID-19 infizierte chinesische Mitarbeiterin anwesend war. Webasto reagierte schnell auf den ersten Corona-Ausbruch in Deutschland, schloss sofort den Stammsitz und verfolgte eigenständig Infektionsketten. Das Unternehmen erstellte ein Corona-Handbuch, das der gesamten Automobilbranche als Orientierung diente und die Ausbreitung des Virus begrenzte. Dank proaktiver Maßnahmen und transparenter Kommunikation erhielt Webasto Anerkennung von Gesundheitsbehörden und der Branche.

## Kritik
Webasto fiel im Februar 2019 dadurch auf, dass feste Arbeitnehmer wegen angeblich nicht ausreichend vorhandener Arbeit entlassen wurden. Die frei gewordenen Stellen wurden jedoch direkt über Leiharbeit wieder besetzt, allerdings zu erheblich schlechteren Konditionen. Nach dem Bekanntwerden erhielten die gekündigten Mitarbeiter ihre ehemaligen Stellen zu den ursprünglichen Konditionen zurück und Webasto wies die Vorwürfe zurück.

## Kartell Standheizungen
In der Zeit von September 2001 bis September 2011 bildeten Webasto (Webasto SE, Webasto Thermo & Comfort SE und Webasto Fahrzeugtechnik GmbH) und Eberspächer (Eberspächer Gruppe GmbH & Co. KG, Eberspächer Climate Control Systems GmbH & Co. KG und Eberspächer GmbH) ein Kartell für Standheizungen in PKW und LKW. 
Die beiden Unternehmensgruppen hatten den Markt für kraftstoffbetriebene Standheizungen und kraftstoffbetriebene Zuheizer sowohl für Erstausrüster (OEM) als auch für Nachrüster (Semi-OEM) aufgeteilt und die Preise und Konditionen systematisch abgesprochen. 
Die Kommission der Europäischen Union hat das Verfahren durch Beschluss vom 17. Juni 2015 beendet. Bei üblicher Berechnung hätte sich eine Geldbuße von annähernd 500 Mio. Euro für die beiden Unternehmensgruppen ergeben. Durch Anwendung der Kronzeugenregelung musste Webasto keine Geldbuße bezahlen und Eberspächer erhielt einen Nachlass von 45 % sowie einen weiteren von 10 % und musste schließlich nur 68,175 Mio. Euro bezahlen.